# 索尔涅奇内 (克拉斯诺亚尔斯克边疆区)
索尔涅奇内（羅馬化：Solnechnyy），旧称乌茹尔-4（Ужур-4），是俄罗斯克拉斯诺亚尔斯克边疆区的封闭市级镇，四周为乌茹尔区所包围，地处克拉斯诺亚尔斯克边疆区西南部，位于边疆区首府克拉斯诺亚尔斯克西南方，靠近该边疆区与哈卡斯共和国的边界。
建于1965年。该地2021年人口有10,182人；2010年人口10,384人；2002年人口10,809人。